# Alibaba Group
Alibaba Group (en xinès: 阿里巴巴集团) és un consorci privat xinès que posseeix 18 subsidiàries amb seu a Hangzhou dedicat al comerç electrònic a Internet, incloent portals de vendes business-to-business, de venda al detall, i de venda entre consumidors; també ofereix serveis de pagament en línia, un motor de cerca de comparació de preus i serveis d'emmagatzematge de dades al núvol. El 2012, dos dels portals d'Alibaba junts van manejar 1,1 bilions de iuans (150.000 milions d'euros) en vendes, més que els seus competidors eBay i Amazon.com combinats. La companyia opera principalment a la República Popular de la Xina, i el març de 2013 la revista The Economist va estimar que el consorci podria tenir una valoració d' entre 55.000 i 120.000 milions de dòlars. Durant el 2013 va aconseguir uns ingressos aproximats de 7.500 milions de dòlars i posseïa uns 22.000 empleats el març del 2014.
El consorci va iniciar operacions el 1999, quan Jack Ma va fundar el lloc web Alibaba.com. El portal Alibaba.com s'ha convertit en la plataforma més coneguda a nivell mundial perquè empreses de qualsevol sector trobin fabricants de productes, no només de la Xina, sinó que de qualsevol part del món, per això funciona com un portal business-to-business.
Els portals d'Alibaba, Taobao, similar a eBay, compta amb prop de mil milions de productes i és un dels 20 llocs web més visitats a nivell mundial. Els llocs d'Alibaba Group són responsables de més del 60% dels paquets lliurats a la Xina.
Alipay, un servei de custòdia de pagaments en línia, representa aproximadament la meitat de totes les transaccions de pagament en línia a la Xina. La gran majoria d'aquests pagaments es produeixen després de fer servir els serveis d'Alibaba.
El 2010, el grup Alibaba va fundar AliExpress, un lloc de venda de productes a baix cost que connectava directament als fabricants xinesos amb compradors particulars (negoci business-to-consumer). Es diferenciava de Taobao en què el seu públic objectiu es troba majoritàriament fora de la pròpia Xina, especialment a països com els Estats Units, Rússia, Brasil o Espanya.
La companyia va buscar una oferta pública de venda als Estats Units després d'un acord fallit amb els reguladors de Hong Kong. El setembre de 2014 va sortir a borsa a Wall Street per mitjà d'una entitat d'interès variable (VIE) amb seu a les Illes Caiman, convertint-se en la major OPV de la història i recaptant-ne uns 25.000 milions de dòlars.
El 9 d'abril del 2021, com a part d'una ofensiva xinesa contra les grans tecnològiques, l'Administració Estatal de Regulació del Mercat (SAMR) va ordenar una multa de 2.800 milions de dòlars nord-americans contra Alibaba per pràctiques monopòliques, i va ordenar a Alibaba que presenti informes d'auditoria i acompliment a l'agència estatal xinesa SAMR durant tres anys. Els crítics diuen que la mesura reforça el control del govern xinès sobre les empreses de tecnologia.

## Principals accionistes
Abans de sortir a borsa, el capital de l'empresa estava en mans de 28 accionistes, inclòs el seu fundador, Jack Ma. A 27 de març de 2020, la situació era la següent.
| Accionista                        | Accions |
| --------------------------------- | ------- |
| T. Rowe Price Associates          | 2,63%   |
| The Vanguard Group                | 2,28%   |
| Baillie Gifford & Co.             | 1,93%   |
| SSgA Funds Management             | 1,33%   |
| Capital Research & Management     | 1,05%   |
| HSBC Global Asset Management      | 0,97%   |
| Temasek Holdings                  | 0,95%   |
| BlackRock Fund Advisors           | 0,91%   |
| DST Managers                      | 0,91%   |
| Norges Bank Investment Management | 0,90%   |